# (15453) Brasileirinhos
(15453) Brasileirinhos est un astéroïde de la ceinture principale.

## Description
(15453) Brasileirinhos est un astéroïde de la ceinture principale. Il fut découvert le 12 décembre 1998 à Mérida par Orlando A. Naranjo Villarroel. Il présente une orbite caractérisée par un demi-grand axe de 2,91 UA, une excentricité de 0,08 et une inclinaison de 3,1° par rapport à l'écliptique.

## Compléments